# Cixius divisa
Cixius divisa är en insektsart som beskrevs av Walker 1858. Cixius divisa ingår i släktet Cixius och familjen kilstritar. Inga underarter finns listade i Catalogue of Life.